# Alexis Wright
Alexis Wright (Cloncurry, 25 novembre 1950) è una scrittrice australiana aborigena.

## Biografia
Nata nel 1950 a Cloncurry nell'omonima contea, appartiene alla tribù di aborigeni australiani denominata Waanyi originaria del Golfo di Carpentaria.
Dopo aver perso il padre all'età di 5 anni, è stata cresciuta dalla madre e dalla nonna e ha lavorato per il governo come educatrice e ricercatrice attiva nel capo dei diritti delle popolazioni aborigene in particolare degli abitanti del Territorio del Nord.
Dopo l'esordio nel 1997 con Plains of Promise, ha ottenuto notorietà nel 2006 con il successivo romanzo I cacciatori di stelle, epopea della terra e del popolo indigeno d'appartenenza, vincendo il Miles Franklin Award l'anno successivo.
In seguito ha pubblicato altri due romanzi, una raccolta di racconti e tre opere saggistiche tra le quali si ricorda Tracker, biografia dell'attivista aborigeno Tracker Tilmouth premiata nel 2018 con il Premio Stella.

## Opere

### Romanzi
- Plains of Promise (1997)
- I cacciatori di stelle (Carpentaria, 2006), Milano, Rizzoli, 2008 traduzione di Andrea Sirotti e Gaetano Luigi Staffilano ISBN 978-88-17-02382-5.
- The Swan Book (2013)
- Praiseworthy (2023)

### Raccolte di racconti
- The Serpent’s Covenant (2002)

### Saggi
- Grog War (1997)
- Believing the Unbelievable (2000)
- Tracker (2017)
- Di questi tempi, cosa farebbe Oodgeroo? L'influenza di Oodgeroo Noonuccal, poeta, attivista ed educatrice aborigena (In Times Like These, What Would Oodgeroo Do?, 2020), Milano, Mimesis, 2021. Traduzione di Margherita Zanoletti ISBN 9788857576763.

## Premi e riconoscimenti

### Vincitrice
- Miles Franklin Award: 2007 con I cacciatori di stelle e 2024 con Praiseworthy[6]
- ALS Gold Medal: 2007 con I cacciatori di stelle
- Victorian Premier's Prize for Fiction: 2007 con I cacciatori di stelle
- Queensland Premier's Literary Awards: 2007 con I cacciatori di stelle
- University of Queensland Non-Fiction Book Award: 2018 con Tracker
- Premio Stella: 2018 con Tracker[7] e 2024 con Praiseworthy[8]
- Magarey Medal for biography: 2018 con Tracker
- James Tait Black Memorial Prize: 2023 con Praiseworthy[9]